# Deadman River
 (juillet 2021).
La mise en forme du texte ne suit pas les recommandations de Wikipédia : il faut le « wikifier ».
Les points d'amélioration suivants sont les cas les plus fréquents. Le détail des points à revoir est peut-être précisé sur la page de discussion.
- Les titres sont pré-formatés par le logiciel. Ils ne sont ni en capitales, ni en gras.
- Le texte ne doit pas être écrit en capitales (les noms de famille non plus), ni en gras, ni en italique, ni en « petit »…
- Le gras n'est utilisé que pour surligner le titre de l'article dans l'introduction, une seule fois.
- L'italique est rarement utilisé : mots en langue étrangère, titres d'œuvres, noms de bateaux, etc.
- Les citations ne sont pas en italique mais en corps de texte normal. Elles sont entourées par des guillemets français : « et ».
- Les listes à puces sont à éviter, des paragraphes rédigés étant largement préférés. Les tableaux sont à réserver à la présentation de données structurées (résultats, etc.).
- Les appels de note de bas de page (petits chiffres en exposant, introduits par l'outil «  Source ») sont à placer entre la fin de phrase et le point final[comme ça].
- Les liens internes (vers d'autres articles de Wikipédia) sont à choisir avec parcimonie. Créez des liens vers des articles approfondissant le sujet. Les termes génériques sans rapport avec le sujet sont à éviter, ainsi que les répétitions de liens vers un même terme.
- Les liens externes sont à placer uniquement dans une section « Liens externes », à la fin de l'article. Ces liens sont à choisir avec parcimonie suivant les règles définies. Si un lien sert de source à l'article, son insertion dans le texte est à faire par les notes de bas de page.
- La présentation des références doit suivre les conventions bibliographiques. Il est recommandé d'utiliser les modèles {{Ouvrage}}, {{Chapitre}}, {{Article}}, {{Lien web}} et/ou {{Bibliographie}}. Le mode d'édition visuel peut mettre en forme automatiquement les références.
- Insérer une infobox (cadre d'informations à droite) n'est pas obligatoire pour parachever la mise en page.

Pour une aide détaillée, merci de consulter Aide:Wikification.
Si vous pensez que ces points ont été résolus, vous pouvez retirer ce bandeau et améliorer la mise en forme d'un autre article.

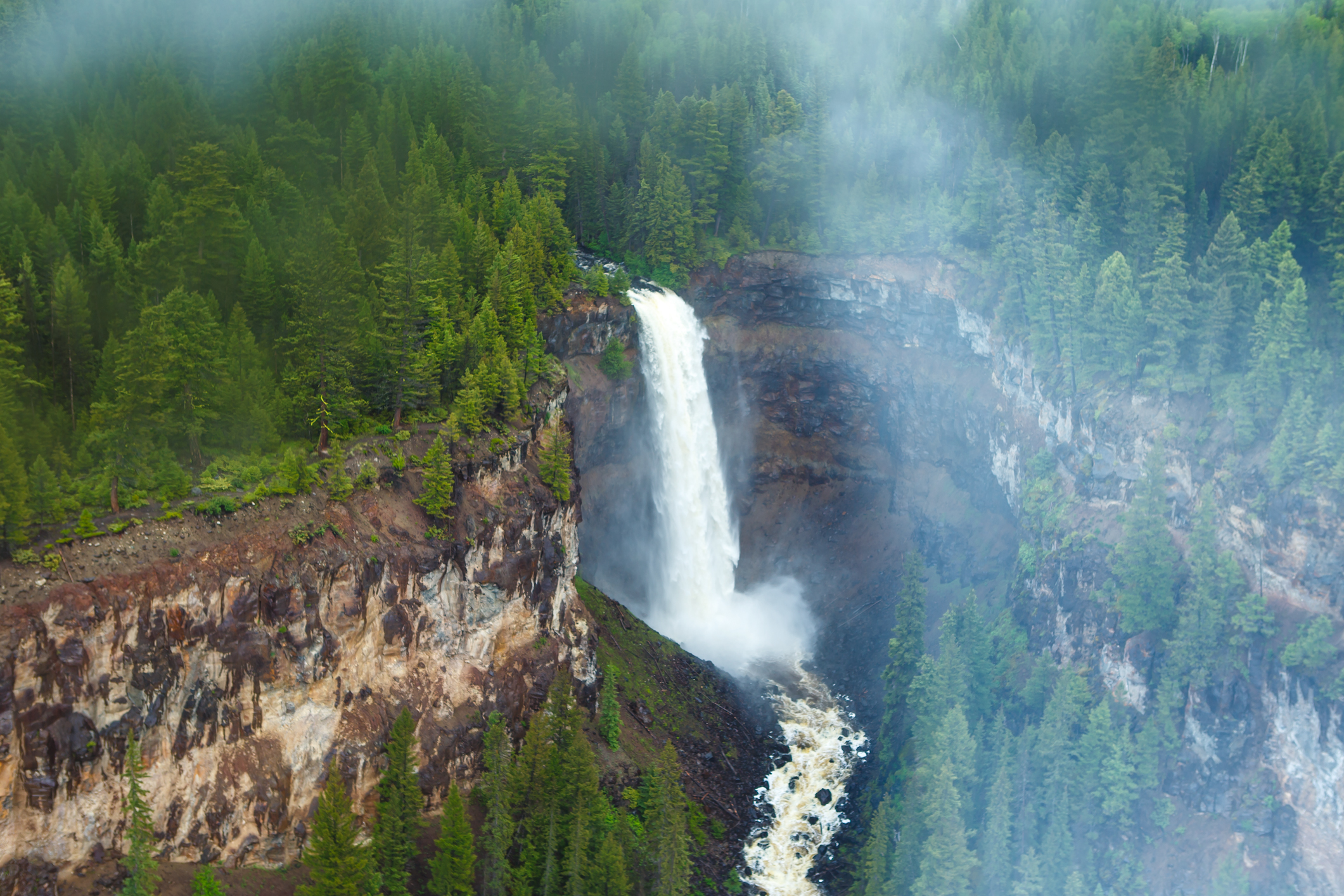
Belle cascade à l'extrémité nord de la rivière Deadman

La Deadman River, également connue sous le nom de Deadman's River, Deadman Creek ou Deadman's Creek, est un affluent de la rivière Thompson dans l'intérieur de la Colombie-Britannique, au Canada. Elle coule en direction du sud sur environ  95 kilomètres (59,03026324 mi) de long.

## Toponymie
Le nom de la rivière remonte à 1817, lorsque Pierre Charette (ou Chivrette) de la Compagnie du Nord-Ouest a été tué à coups de couteau par son compagnon de voyage dans une querelle au sujet du choix de lieu de camping. En 1827, Archibald McDonald, de la Compagnie de la Baie d'Hudson, l'a cartographié sous le nom de rivière Chivrette. On peut suivre l'évolution du nom de cette rivière. Sur des cartes de 1859 et 1869, John Arrowsmith la note Dead River. Sur une carte de 1867 d'Alexander Caufield Anderson qui inclut des explorations personnelles entre 1832 et 1851 note la Riv. du Def..t donc très probablement rivière du Défunt. Sur une carte de 1862 par le Corps Royal du Génie, elle est notée Defeant River ce qui se rapproche de l'hypothèse "Défunt River". Cette appellation se retrouve aussi en 1871 sur la carte British Columbia to the 56th Parallel de Trutch. En 1877, cela se  transforme en Deadman's Creek sur la carte de George Dawson.  Parmi les autres noms, la rivière aurait aussi été appelée Knife River (couteau) ou Dead (mort). On trouve encore Rivière Defant par le Lieutenant Mayne en 1896.
À partir de cette période, le nom se stabilise et il est inscrit sur les cartes Geological Survey 557 de Kamloops en 1895 et Dominion sectional sheet 11 de 1916 sous le nom de Deadman River qui a été officiellement adopté le 7 juin 1927.
Selon George Mercer Dawson, les indiens de la tribu Secwepemc lui donne en langue Shuswap le nom de Hai in wohl, ce qui signifie un cercle ou un détour,.

## Cours
La rivière Deadman prend sa source dans le lac Hoover (altitude de 1466 mètres),  près de Stockton Hill sur le plateau Bonaparte au sud du lac Bonaparte et  à seulement 1 kilomètre au sud de la source de la rivière Bonaparte. Il rejoint le lac Adler (altitude 1440 m) distant de seulement 300 mètres au nord-est puis alimente à l'ouest les petits lacs Tuwut, Willowgrouse, Stadia et Home Cabin Lake perdant à chaque fois une dizaine de mètres d'altitude. Il reçoit les eaux du Duck Lake puis du Fatox Lake, continue de s'écouler vers l'ouest traverse le Converse Lake puis après environ 25 kilomètres vers l'ouest depuis sa source, bifurque vers le nord sur 4 kilomètres.
Après la traversée du lac Allie (1054 m d'altitude) et la confluence avec le Joe Ross Creek descend les chutes de Deadman Falls à l'ouest en faisant une boucle pour prendre un cours en direction du sud après avoir perdu 100 m d'altitude en 400 m (et 150 m d'altitude en 900 m) et se retrouver à environ 880 m d'altitude. Là, il reçoit les eaux descendant du Vidette Lake,,  coule vers le sud pour rejoindre la rivière Thompson près de Savona, à l' ouest du lac Kamloops .
Ses affluents comprennent le Joe Ross Creek, l'Hamilton Creek, et Chris Creek .

## Histoire
La partie inférieure de la route de la rivière était une composante de la baie d'Hudson Brigade Trail reliant Fort Vancouver au District de Nouvelle Calédonie (appelé New Caledonia Fur District) et au cours de la ruée vers l'or de Cariboo a été adoptée par les voyageurs par voie terrestre en direction du nord par l'Okanagan à la région de Cariboo. 
Un relais routier qui était un ancien poste de trappeur des années 1860  le long de cette route est maintenant un ranch et une maison d'hôtes, le Vidette Lake Gold Mine Ranch, à Vidette, en Colombie-Britannique. Situé sur la rive nord du lac Vidette, dans les années 1980, il a été proclamé par les moines tibétains comme étant le "Centre de l'Univers".
L'économie du bassin est basée sur l'élevage.